# 小新锡德尔
小新锡德尔是奥地利下奥地利州维也纳城郊县的一个市镇。总面积5.96平方公里，总人口833人，人口密度139.8人/平方公里（2005年）。